# Casa Andreu Febrer
La Casa Andreu Febrer és una obra barroca de Vic (Osona) protegida com a Bé Cultural d'Interès Local.

## Descripció
Es tracta d'un edifici de planta baixa i dos pisos fent cantonada incorporant un jardí penjat, i amb una paret mitgera. És un exemple molt característic dels tipus tradicionals incorporant el pati de llums cobert del vestíbul que estructura tota la casa.

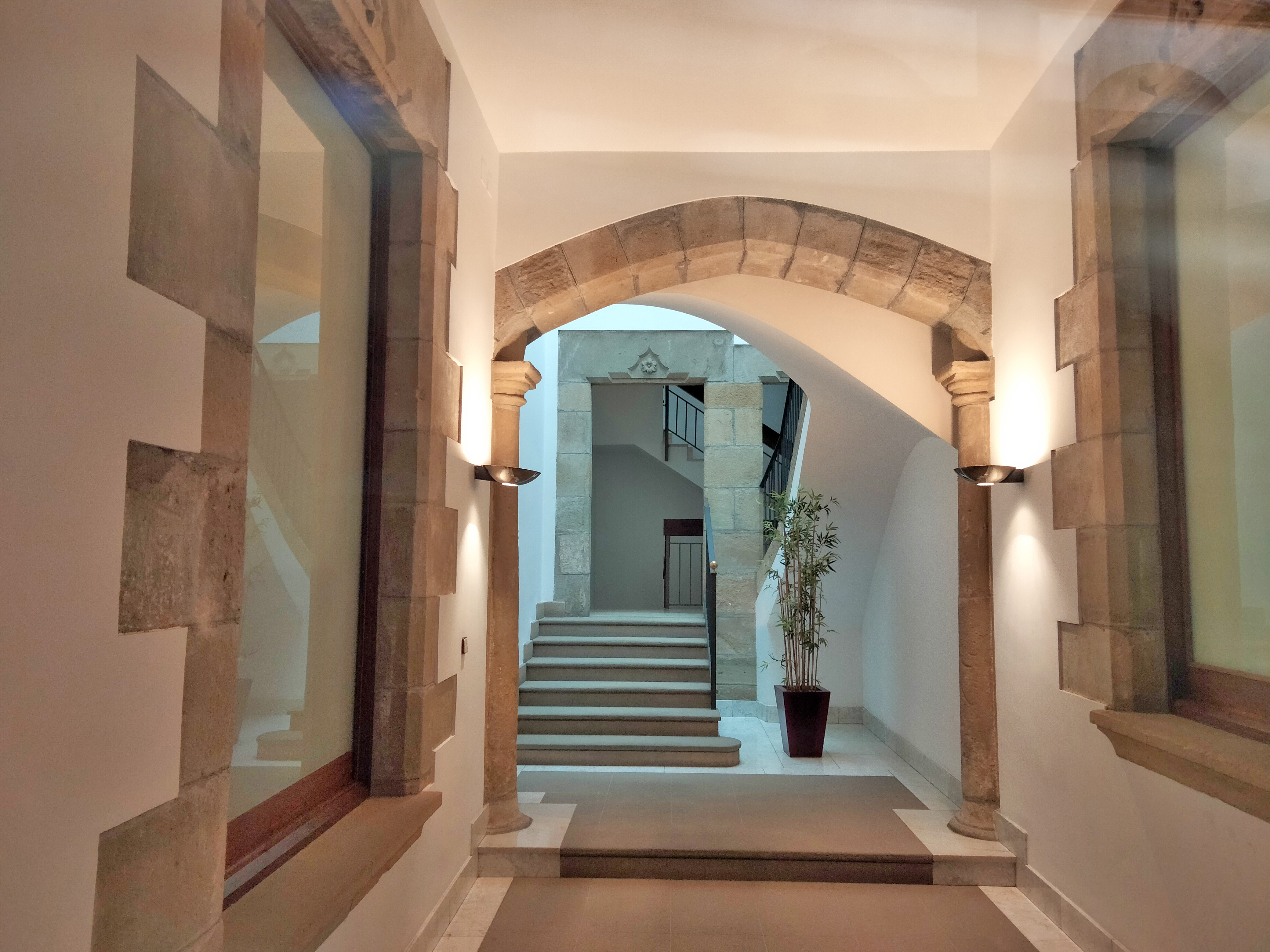
Vestíbul i escala

L'ordenació del volum domina sobre de la composició de les façanes i es distingeixen tres cossos principals: el que fa cantonada seguint la corba del carrer Sant Miquel dels Sants, el que inclou la porxada a migdia i el mur del jardí penjat.
Les façanes són planes, només sobresurten els balcons, que queden incorporats al conjunt d'obertures que engloba finestres de llinda plana decorades i dues portalades adovellades d'arc rebaixat. L'edifici queda rematat per un ràfec fals amb cornisa.
A la part de migdia, la façana està dominada per la porxada que inclou les primitives baranes de fusta.

## Història
En un carrer format al segle xii i que fa frontera entre el creixement agrupat i l'eixample medieval. L'edifici ocupa un lloc molt interessant en el carrer, girant sobtadament a la dreta i també delimitant pel sud amb un altre carrer avui desaparegut, però encara visible, que comunicava amb el carrer de l'Escola.

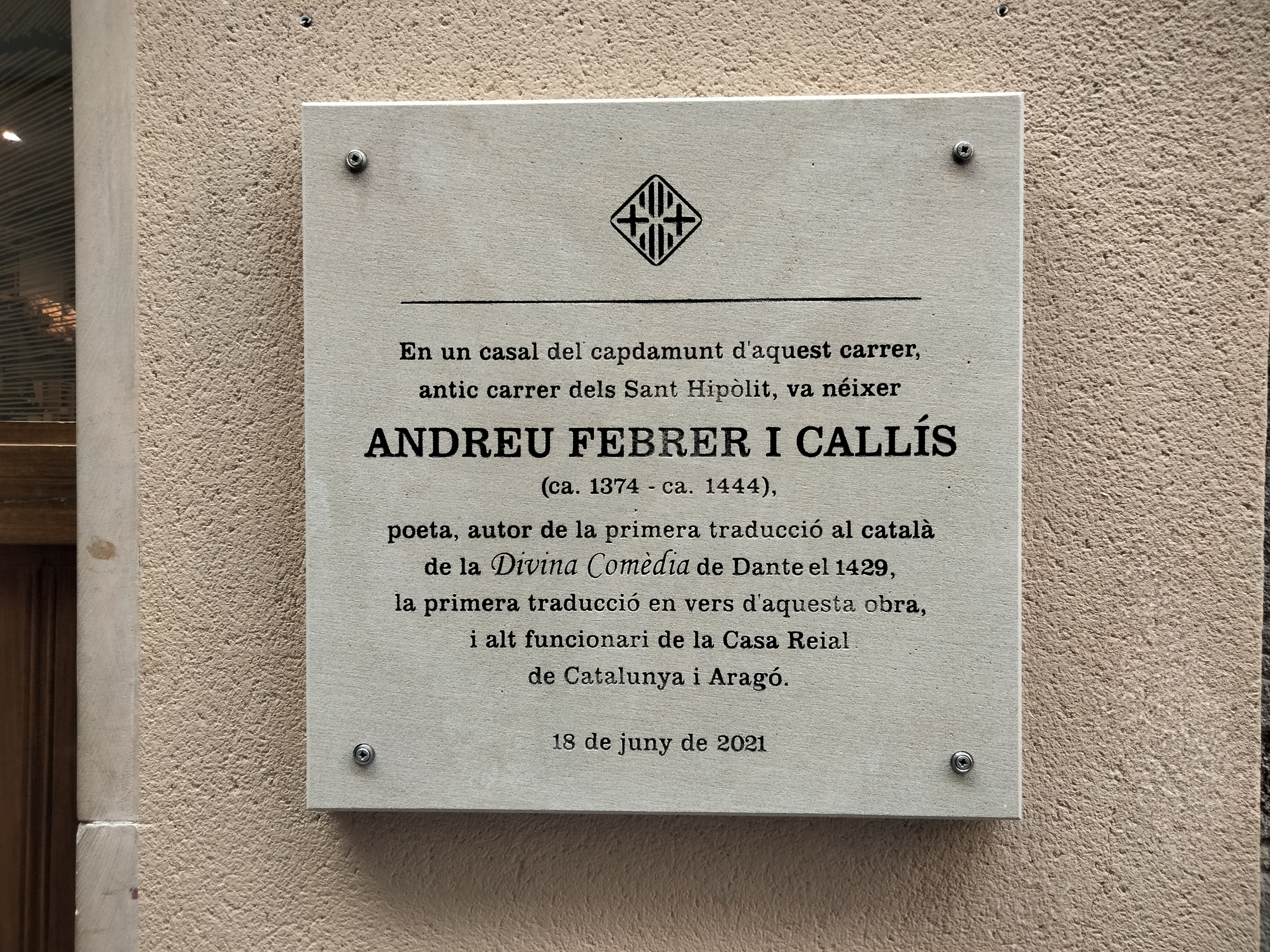
Placa commemorativa

No tenim notícies concretes de l'edifici, però si s'aprecien elements arquitectònics propis de quatre èpoques diferents que demostren la seva antiguitat. A la part de ponent al carrer Sant Miquel dels Sants, es poden veure els arquets d'una finestra gòtica actualment tapiada. Al vestíbul d'entrada, encastat a la paret de l'esquerra, hi ha una columna de traça renaixentista i la insinuació d'uns arcs. Totes les façanes i l'escala principal estan plenes de llindes decorades que demostren que al segle xviii la casa va viure una reconstrucció important que li va donar l'aspecte general definitiu. També semblen del segle xviii l'afegit de les galeries posteriors a migdia donant al jardí penjant que delimitaria el carrer que comunicava el carrer de Sant Hipòlit (Sant Miquel dels Sants) i el de l'Escola. Finalment, també s'hi pot veure una intervenció de finals del segle xix que degué remodelar-la interiorment i que seria possible que l'hagués fet el mestre d'obres Marià Callís, si tenim en compte el fals ràfec amb cornisa existent a la casa i que utilitzava molt aquest mestre d'obres.
Segons Eduard Junyent, sembla que es refereix a aquesta casa quan diu: "al capdamunt del carrer de Sant Hipòlit, hi nasqué el poeta i ambaixador dels reis d'Aragó, Andreu Febrer, en el tombant del segle XIV; primer traductor en vers català de la Divina Comèdia de Dant" (1980, pàg. 376).